# 包之静
包之静（1912年—1971年），男，江苏吴县人，中华人民共和国政治人物、出版家，曾任中共中央宣传部新闻出版处处长，第三届全国人大代表。